# Swartzia apiculata
Swartzia apiculata är en ärtväxtart som beskrevs av John Macqueen Cowan. Swartzia apiculata ingår i släktet Swartzia och familjen ärtväxter. Inga underarter finns listade i Catalogue of Life.